# Gaesischia flavoclypeata
Gaesischia flavoclypeata är en biart som beskrevs av Michener, Laberge och Jesus Santiago Moure 1955. Gaesischia flavoclypeata ingår i släktet Gaesischia och familjen långtungebin. Inga underarter finns listade i Catalogue of Life.